# ГЕС Outardes 3
ГЕС Outardes 3 — гідроелектростанція у канадській провінції Квебек. Знаходячись між ГЕС Outardes 4 (вище по течії) та ГЕС Outardes 2, входить до складу каскаду на річці Outardes, яка за триста тридцять кілометрів на північний схід від міста Квебек впадає ліворуч до річки Святого Лаврентія (дренує Великі озера).
У межах проекту річку перекрили бетонною гравітаційною греблею висотою 80 метрів та довжиною 305 метрів, яка утримує водосховище з об'ємом 141 млн м3. Ліворуч від цієї споруди починається дериваційний канал довжиною біля 5 км та шириною до 0,5 км, виконаний переважно з використанням місцевого рельєфу. У двох місцях для закриття сідловин на його правій, оберненій до долини річки, стороні звели допоміжні споруди — земляну висотою 33 метри та довжиною 506 метрів і бетонну гравітаційну висотою 25 метрів і довжиною 231 метр. Остання, розташована майже за 3 км від головної греблі, обладнана пристроями для перепуску зі сховища надлишкової води під час повені.
Від завершальної частини каналу ресурс по тунелю подається до розташованого за 0,6 км підземного машинного залу. Основне обладнання станції становлять чотири турбіни типу Френсіс загальною потужністю 1026 МВт, які використовують напір у 143,6 метра.
Відпрацьована вода повертається у річку по відвідному каналу довжиною 0,2 км.